# تشارلز موفات هاو
تشارلز موفات هاو (بالإنجليزية: Charles Moffat Howe)‏ هو سياسي أمريكي، ولد في 1851، وتوفي في 1920.